# いすゞ・リーチ
リーチ（REACH）は、いすゞ自動車が北アメリカで2011年から販売しているセミキャブオーバー型ウォークインバンである。

## 概要
2011年3月8日、National Truck Equipment Association (NTEA) 主催のWork Truck Showにて発表、10月25日から販売を開始した。リーチはいすゞ・NPR ECO-MAX（エルフ）のシャシーにユーティリマスター社（アメリカ合衆国インディアナ州）がボディを設計して架装した車種である。組立はユーティリマスターのワカルーサ工場で行われている。エンジンは4JJ1-TC型 直4 3.0L ディーゼルを搭載する。ボディは12フィート版と14フィート版の2種類があり（ホイールベースは同一）、荷室の容積はそれぞれ540立方フィート (15.3m³) と630立方フィート (17.8m³) となる。
リーチはWork Truck誌の2012年のミディアム・デューティー・トラック・オブ・ザ・イヤーに選出されている。
2015年のWork Truck ShowではXL Hybrids社によって製作されたリーチのディーゼルハイブリッド車が出展された。